# Renus Byiza Uhiriwe
Renus Byiza Uhiriwe, né le 10 octobre 2001, est un coureur cycliste rwandais.
Il est notamment champion d'Afrique sur route juniors en 2019 et champion d'Afrique du contre-la-montre espoirs en 2022.
En 2023, il est médaillé de bronze du championnat d'Afrique de contre-la-montre par équipes.

## Palmarès
- 2018
  -  Champion du Rwanda du contre-la-montre juniors
  - 3e du championnat du Rwanda sur route juniors
- 2019
  -  Champion d'Afrique sur route juniors
  -  Médaillé de bronze du championnat d'Afrique du contre-la-montre par équipes juniors
  - 3e du championnat du Rwanda sur route juniors
  - 3e du championnat du Rwanda du contre-la-montre juniors
- 2022
  -  Champion d'Afrique du contre-la-montre espoirs
  - 3e du championnat du Rwanda du contre-la-montre espoirs
- 2023
  - 2e du championnat du Rwanda sur route
  -  Médaillé de bronze du championnat d'Afrique du contre-la-montre par équipes